# Egon Zill
Egon Zill, född 28 mars 1906 i Plauen, död 23 oktober 1974 i Dachau, var en tysk Sturmbannführer och kommendant i flera koncentrationsläger. 

## Biografi
Egon Zill var till yrket bagare. År 1925 inträdde han i Nationalsocialistiska tyska arbetarepartiet (NSDAP) och Sturmabteilung (SA). Året därpå övergick han till Schutzstaffel (SS).
Zill var kommendant i koncentrationslägret Hinzert (1941–1942), i Natzweiler-Struthof (1942) och i Flossenbürg (1942–1943).
Efter andra världskriget dömdes Zill år 1955 till livstids fängelse. Han frisläpptes dock redan år 1963.